# Thomasomys paramorum
Thomasomys paramorum é uma espécie de roedor da família Cricetidae.
Apenas pode ser encontrada no Equador.